# Cymbasoma zetlandicum
Cymbasoma zetlandicum is een eenoogkreeftjessoort uit de familie van de Monstrillidae. De wetenschappelijke naam van de soort is voor het eerst geldig gepubliceerd in 1904 door Thomas Scott.